# Leopoldo María Panero Blanc
Leopoldo María Panero Blanc (Madrid, 16 juny de 1948 - Las Palmas de Gran Canaria, 5 març de 2014) fou un poeta, narrador, assagista, traductor i actor madrileny, enquadrat en la poesia espanyola contemporània dins el grup dels novíssims. A part de la seva extensa obra poètica també cultivà el gènere narratiu i assagístic, tot i que en menor proporció. El 2011 publicà, com a traductor, la seva obra Traducciones / Perversiones on traduí, d'una forma característica, diversos escrits i poemes de diferents autors. En molts dels seus llibres de poemes o, fins i tot, en el llibre de traduccions Leopoldo María solia afegir pròlegs o assaigs al final en els quals escrivia i reflexionava sobre diferents temes. En l'àmbit cinematogràfic fou actor, tot i que sense fer cap paper de personatge fictici, sinó que en els diversos documentals cinematogràfics que protagonitzà "feia" d'ell mateix i relatava sobre les seves vivències i les de la seva família. També aparegué en diverses sèries de televisió on sovint era entrevistat o convidat com a tertulià. Entre la seva participació en el món del cinema destaca el seu treball com a guionista del curtmetratge Hyde & Jekill de Sara Mazkiaran.
Leopoldo María Panero fou considerat un poeta maleït a causa de la seva vida obscura al marge de la societat i els temes que emprava en les seves obres poètiques. Els temes més recurrents en la seva escriptura són: la deshumanització i la inutilitat de l'art, la transgressió de la idea acceptada de Literatura i la pèrdua de la identitat de l'individu, així com la idea de la destrucció com a idea entrellaçant, entre d'altres.
Gran part de la seva vida, uns 30 anys en total, visqué entre diferents hospitals psiquiàtrics espanyols com l'antic Hospital Psiquiàtric Alonso Vega de Madrid, l'Hospital Psiquiàtric San Juan de Dios de Ciempozuelos, el psiquiàtric Provincial de Colmenar, l'hospital Santa Isabel de Leganés, al de Santa Águeda a Saragossa, la Clínica Psiquiàtrica Pedralbes a Barcelona, l'hospital Hermanas Hospitalarias de Nuestra Señora de la Paz a Elizondo, Pamplona, el sanatori Psiquiàtric Hermanos de Dios a Mondragón, Guipúscoa, l'hospital Insular de Las Palmas, i la clínica Pere Mata de Reus.
Morí a 65 anys, ingressat en l'Hospital Psiquiàtric Juan Carlos I a Las Palmas de Gran Canaria a causa d'una fallada multiorgànica. Posteriorment a la seva mort, diversos artistes d'entre diferents disciplines com l'art, la música, la literatura o fins i tot el cinema i la televisió han retret homenatge o han fet referència a la figura de Leopoldo María Panero.

## Vida

### Inicis
Leopoldo María Panero Blanc va néixer a casa dels seus pares al carrer Ibiza, número 25 a Madrid el 16 de juny de 1948 fill del poeta astorgà Leopoldo Panero (1909-1962), emmarcat dins de la "poesia aferrada de postguerra" i membre de la Generació del 36, i Felicidad Blanc (1913-1990) escriptora que conreà també el gènere poètic. Fou el mitjà d'entre tres germans. El seu germà gran, el poeta Juan Luis Panero (1942-2013) i el menor dels tres, l'escriptor i columnista Michi Panero (1951-2004); nebot del poeta Juan Panero (1908-1937) i cosí del periodista, crític de cinema i actor teatral José Luis Panero González-Barosa (1975-actualitat). Nascut en una família de poetes i escriptors Leopoldo María Panero des de ben petit visqué emmarcat dins d'un ambient de literatura. Durant la seva infància, diverses amistats del cercle d'intel·lectuals de l'època anaven a visitar al seu pare Leopoldo Panero, entre algunes d'aquestes amistats hi havia l'escriptor Luis Rosales i el poeta de la Generació del 27 Dámaso Alonso. A l'inici de la Guerra Civil, el seu pare, fou acusat de relacionar-se amb intel·lectuals marxistes i gairebé l'afusellen; un cop acabada la guerra, el pare ocupà càrrecs culturals dins el règim franquista i finalment acabà sent director de l'Institut de Cultura Hispànica.

### Estudis i militància política
Leopoldo Panero, el pare, morí finalment a la dècada dels 60, anys en què per altra banda Leopoldo María, el fill, milità en el Partit Comunista d'Espanya. Durant els seus estudis de Filosofia i Lletres a la Universidad Complutense de Madrid, Leopoldo María, fou detingut diverses ocasions a causa de diferents activitats contra la dictadura del règim. També estudià Filologia francesa a la Universitat Central de Barcelona. A finals de l'any 1967, amb motiu del Premi Nacional de Literatura conegué a Madrid a l'escriptor Pere Gimferrer. Leopoldo María viatjà a Barcelona abandonant la militància política. L'any 1968 va ser l'any en què va treure el seu primer llibre Por el camino de Swan i ingressà —després d'un intent de suïcidi— a l'Institut Frenopàtic de Barcelona. De retorn a la seva ciutat, durant el 1968, s'envià cartes amb poetes com Anna Maria Moix o Guillermo Carnero, a més del mateix Pere Gimferrer. Fou detingut, al mateix any, a Madrid junt a Eduardo Haro Ibars, per consum de marihuana i els aplicaren la llei franquista de Vagos y Maleantes. Ingressà a l'antiga presó de Carabanchel de la qual després passaria a ingressar al psiquiàtric San Juan de Dios de Ciempozuelos. Després d'estar un any a París, tornà a Espanya l'any 1979.

### Ingressos hospitalaris
La vida de Leopoldo María estigué fortament marcada per les llargues estances d'ingrés en hospitals psiquiàtrics. Des de gairebé a mitjans de la dècada dels 80 fins a la seva mort, les entrades i sortides en diferents hospitals psiquiàtrics foren constants.
Començà a ser ingressat ja en la seva adolescència. D'ençà que tenia 19 anys visqué diverses etapes en hospitals psiquiàtrics. Felicidad Blanc, la seva mare, l'ingressà en un hospital psiquiàtric l'any 1986. L'any 1997 sortí d'allà però tornà a ingressar tres mesos després. A 53 anys internà a l'Hospital Clínic de Madrid, a la plaça de Cristo Rey. El sanatori de Las Palmas fou d'alguna manera "la llar" de Leopoldo María Panero, el lloc on escrigué la majoria de la seva obra poètica. Durant tota la seva vida ingressà en més de 10 hospitals psiquiàtrics, amb vàries entrades i sortides. Entre alguns d'ells també destaquen el San Juan de Dios de Ciempozuelos, l'hospital Santa Isabel de Leganés i el sanatori Psiquiàtric Hermanos de Dios a Mondragón, Guipúzcoa.

### Mort
L'hospital on estava ingressat Leopoldo María tenia la tutela d'aquest, ja que no tenia familiars directes. El seu metge, el doctor Segundo Manchado Romero, anuncià que Leopoldo María morí entre les 21.00 i les 22.00 hores del 5 de març de 2014 a 65 anys, a causa d'una fallada multiorgànica, a l'àrea de salut mental de l'Hospital Juan Carlos I a Las Palmas de Gran Canaria —hospital on estava ja ingressat. La incineració tingué lloc al tanatori San Miguel de Las Palmas de Gran Canaria.

## Obra
Leopoldo María Panero conreà diversos gèneres de literatura amb molts temes diferents però hi destaquen alguns com la deshumanització i la inutilitat de l'art, la transgressió de la idea acceptada de Literatura i la pèrdua de la identitat de l'individu, així com la idea de la destrucció com a idea entrellaçant; també en els seus escrits apareixen moltes referències i cites d'altres autors o personatges importants per a ell. Entre els gèneres literaris que usà destaquen la poesia, la narrativa i l'assaig i també elaborà una tècnica peculiar com a traductor.
Abans d'internar-lo en l'Hospital Juan Carlos I a Las Palmas de Gran Canaria va estar ingressat al Psiquiàtric Hermanos de Dios a Mondragón, lloc on escrigué el seu llibre Poemas del manicomio de Mondragón (1987) que consta de diversos poemes i un assaig final que tracta de la psiquiatria, la bogeria i de la seva vida en aquest món.
A continuació es mostren els tres gèneres dividits amb el nom original de l'obra i l'any inicial de publicació:

### Poesia
A continuació es presenten amb els títols originals les seves obres poètiques:
- Por el camino de Swan (1968).[32]
- Así se fundó Carnaby Street (1970).[33]
- Teoría (1973).[34]
- Narciso en el acorde último de las flautas (1979).[35]
- Last River Together (1980).[36]
- El que no ve (1980).[37]
- Dioscuros (1982).[38]
- El último hombre (1984).[39]
- Antología (1985).[40]
- Poesía 1970-1985 (1986).[41]
- Poemas del manicomio de Mondragón (1987).[42]
- Contra España y otros poema de no amor (1990).[43]
- Agujero llamado Nevermore (Selección poética, 1968–1992) (1992).[44]
- Heroína y otros poemas (1992).[45]
- Piedra negra o del temblar (1992).[46]
- Cadáveres exquisitos y un poema de amor (juntament amb José Luis Pasarín Aristi, 1992).[47]
- Palabras de un asesino (1992).[48]
- Orfebre (1994).[49]
- Locos (juntament amb Luis Arencibia, 1995).[50]
- Tensó (juntamebt amb Claudio Rizzo i Joaquim Marco, 1997).[51]
- El tarot del inconsciente anónimo (1997).[52]
- Guarida de un animal que no existe (1998).[53]
- Abismo (1999).[54]
- Teoría lautreamontiana del plagio (1999).[55]
- Suplicio en la cruz de la boca (2000).[56]
- Teoría del miedo (2000).[57]
- Poesía completa (1970–2000) (2001).[58]
- Águila contra el hombre: poemas para un suicidamiento (2001).[59]
- Me amarás cuando esté muerto (juntament amb José Águedo Olivares, 2001).[60]
- ¿Quién soy yo?: apuntes para una poesía sin autor (juntament amb José Águedo Olivares, 2002).[61]
- Buena nueva del desastre (2002).[62]
- Los señores del alma: Poemas del manicomio del Dr. Rafael Inglot (2002).[63]
- Conversación (2003).[64]
- Esquizofrénicas o la balada de la lámpara azul (2004).[65]
- Erección del labio sobre la página (2004).[66]
- Danza de la muerte (2004).[67]
- CD-Libro Moviedisco Colección Lcd El Europeo. Carlos Ann, Enrique Bunbury, José María Ponce i Bruno Galindo (2004).[68]
- Poemas de la locura: seguido de El hombre elefante (2005).[69]
- Presentación del superhombre (juntament amb Félix J. Caballero, 2005).[70]
- Visión (juntament amb Félix J. Caballero, 2006).[71]
- Apocalipsis de los dos asesinos (juntament amb Félix J. Caballero, 2006).
- Jardín en vano (juntament amb Félix J. Caballero, 2007).
- Outsider, un arte interior (Versos esquizofrénicos, Poemas sugeridos por los dibujos de esquizofrénicos) (Eneida, 2007).
- Páginas de excremento o dolor sin dolor (Editorial Azotes Caligráficos, 2008). Edició manuscrita amb dibuixos del mateix autor.
- Gólem (Igitur, 2008). Pròleg de Túa Blesa.
- Mi lengua mata (Arena llibres, 2008).
- Sombra (Huerga y Fierro editors, 2008).
- Escribir como escupir (Calambur editorial, 2008).
- «Conjuros contra la vida» (Ed. Festival Internac. de Cine de LPGC, 2008), dins del volum Después de tantos desencantos. Vida y obra poéticas de los Panero, de Federico Utrera.
- Voces en el desierto (Azotes Caligráfics, 2008). Amb Félix J. Caballero.
- Esphera (El ángel caído, 2009).
- Tango (El ángel caído, 2009). Amb Félix J. Caballero.
- La tempesta di mare (Huacanamo, 2009). Amb Félix J. Caballero.
- Reflexión (Casus-Belli, 2010).
- Locos de altar (Alea blanca, 2010).
- La flor en llamas (Casus-Belli, 2011). Amb Félix J. Caballero.
- Traducciones/Perversiones (Ed. Túa Blesa) (Visor de poesia, 2011).
- Territorio del miedo/Territoire de la peur (Anthologie poétique, traduction Stéphane Chaumet) (L'Oreille du Loup, 2011).
- Cantos del frío (Casus-Belli, 2011).
- El ciervo aplaudido (El ángel caído, 2012). Amb Ianus Pravo i Michela Scalia.[72][9]
- Poesía completa. 2000-2010 (Edició de Túa Blesa, Visor, 2013).
- Poemas del pájaro y la oruga Edicions Vitruvio, 2014).
- Rosa enferma (Huerga y Fierro editors, 2014).
- Estantigua (El ángel caído, 2015). Amb Ianus Pravo.

### Narrativa
A continuació es presenta la seva obra narrativa amb els títols originals: 
- El lugar del hijo (Tusquets, 1976), llibre de relats fantàstics.
- Dos relatos y una perversión (Edicions Libertarias, 1984)
- Paradiso o le revenant (1984).[73]
- Y la luz no es nuestra (Los infolios, 1991, Edicions Libertarias, 1993)
- Palabras de un asesino (Edicions Libertarias, 1992)
- Los héroes inútiles [epistolari amb el jove escriptor Diego Medrano] (Ellago Edicions, 2005)
- Papá, dame la mano que tengo miedo (Cahoba Edicions, 2007), la seva última creació.
- Cuentos completos, recopilats per Túa Blesa (Editorial Pàgines d'Espuma, 2007). ISBN 978-84-95642-95-0.

### Assaig
També cultivà el gènere assagístic, a continuació es presenten les seves obres amb els títols originals: 
- Aviso a los civilizados, (Edicions Libertarias, 1990)
- Mi cerebro es una rosa, (Roger, 1998)
- Prueba de vida. Autobiografía de la muerte, (Huerga y Fierro, 2002).
- Prosas encontradas, (Visor, 2014).

### Traducció
Leopoldo María també traduí diversos autors tot i que reivindicà un nou mode de traducció no literal sinó interpretativa per ell mateix. Així traduí autors com John Clare, Georges Bataille, Guillem IX d'Aquitània, Lewis Carroll, Edward Lear, Cátulo Castillo, i altres que agrupà en el següent llibre:
- Traducciones / Perversiones (2011).[6][7] Recull bilingüe que agrupa escrits i poemes originals de diversos autors junt amb la traducció que feu Leopoldo María Panero, amb un extens pròleg, escrit també per ell, titulat «Teoría y práctica de la traducción como perversión».[74]

## Filmografia
| Any  | Títol                                           | Paper                                | Notes | Referències   |
| ---- | ----------------------------------------------- | ------------------------------------ | --- | ------------- |
| 1976 | El desencanto                                   | Leopoldo María Panero (d'ell mateix) | Documental de Jaime Chávarri on els "germans Panero" i la mare narren les seves vivències.                                                                                  | [ 75 ] [ 76 ] |
| 1994 | Después de tantos años                          | Leopoldo María Panero (d'ell mateix) | Documental de Ricardo Franco. | [ 77 ] [ 78 ] |
| 1999 | Negro sobre blanco                              | Leopoldo María Panero (d'ell mateix) | Sèrie de TV, 1 episodi el 26 de setembre de 1999. | [ 79 ]        |
| 2000 | Hyde & Jekill                                   | Guionista                            | Curtmetratge dirigit per Sara Mazkiaran basat en un guió de Leopoldo María Panero, adaptació del clàssic L'estrany cas del Dr. Jekyll i Mr. Hyde de Robert Louis Stevenson. | [ 80 ] [ 81 ] |
| 2005 | Un día con Leopoldo María Panero                | Leopoldo María Panero (d'ell mateix) | Documental breu. | [ 82 ]        |
| 2012 | Cinematógrafo, magnetófono, buen chico y sádico | Leopoldo María Panero (d'ell mateix) | Documental. | [ 83 ]        |
| 2014 | Página 2                                        | Leopoldo María Panero (d'ell mateix) | Sèrie de TV, episodi 7.22 l'any 2014. | [ 84 ]        |

## Llegat
El 6 de juliol de 2017 se celebrà a Astorga el primer Congrés Internacional que rendí tribut a Leopoldo María Panero. Inicià el congrés el professor i escriptor Túa Blesa en l'actual seu de l'Associació d'amics de la Casa Panero.

### Art
El pintor i il·lustrador espanyol Álvaro Delgado retratà a Leopoldo María Panero de pierrot quan aquest era petit i posteriorment el tornà a retratar ja de gran, aquesta relació amb el pintor portà a Leopoldo María Panero a escriure un poema anomenat "El hijo de puta de Álvaro Delgado".

### Música
El baixista de Radio Futura Luis Auserón, en el seu primer disc en solitari publicat el 1994, feu referència a Leopoldo María Panero. L'any 2004 els cantants Carlos Ann i Enrique Bunbury junt amb els escriptors José María Ponce i Bruno Galindo tragueren un disc-llibre anomenat Panero amb dos CD's on recitaren i cantaren versos de Leopoldo María. El cantant de rap català Pablo Hasél el mencionà en la seva cançó de 2010, presentada a la plataforma de YouTube, Buscando el exorcismo definitivo on diu "[...]Recuerdo temblando que casi acabo como Leopoldo María Panero.[...]". Així com en altres de les seves cançons introdueix breus fragments, a la "intro", on parlen membres de la família Panero, així com en la seva cançó de 2012, també presentada a la plataforma YouTube, Puestos a escoger s'escolta a Michi Panero parlant. El cantant Nacho Vegas li dedicà una cançó apòcrifa anomenada El hombre que casi conoció a Michi Panero.

### Cinema i televisió
El 10 de gener de 2018 al programa This is Art que s'emeté per TV3, en l'últim capítol del programa anomenat 'Bogeria' es recitaren versos de diferents poemes de María Panero, afegint que el poeta «va escriure uns poemes meravellosos sobre el seu estat mental».

## Premis, reconeixements i aparicions
El seu conte Paradiso o le revenant obtingué el premi de contes Gabriel Miró l'any 1984, però li retiraren, ja que havia estat editat anteriorment a la revista literària La luna de Madrid. L'any 2003 obtingué el Premio Estaño de Literatura amb la seva Antología poética. Feu un únic recital l'any 2005 a La Paloma de Barcelona per presentar el disc-llibre Leopoldo María Panero i el documental Un día con Leopoldo María Panero.

## Anècdotes
Consumidor, de jove, de diverses drogues com l'heroïna i alcohol i ja de gran tingué diversos "vicis" com el tabac i la Coca-Cola. En el documental El desencanto de Jaime Chávarri, el mateix Leopoldo María Panero comentà que ell fou un dels primers consumidors d'àcid lisèrgic que hi hagué a Madrid.